# Борувна
Борувна (пол. Borówna) — село в Польщі, у гміні Ліпниця-Мурована Бохенського повіту Малопольського воєводства.
Населення — 337 осіб (2011).
У 1975-1998 роках село належало до Тарновського воєводства.

## Демографія
Демографічна структура станом на 31 березня 2011 року:
|          | Загалом | Допрацездатний вік | Працездатний вік | Постпрацездатний вік |
| -------- | ------- | ------------------ | ---------------- | -------------------- |
| Чоловіки | 167     | 40                 | 111              | 16                   |
| Жінки    | 170     | 37                 | 90               | 43                   |
| Разом    | 337     | 77                 | 201              | 59                   |